# 24 Korpus Strzelecki (ZSRR)
24 Korpus Strzelecki (ros. 24-й стрелковый корпус)  – wyższy związek taktyczny Armii Czerwonej.

## Formowanie i walki
W 1939 roku wchodził w skład 11 Armii i wraz z wojskami III Rzeszy i Słowacji od 17 września brał udział w ataku na Polskę.  Niemiecki atak na Związek Radziecki spowodował rozwiązanie 24 KS we wrześniu 1941 roku. 
Ponowne sformowanie 24 Korpusu Strzeleckiego miało miejsce 24 lutego 1943 roku. Walcząc w składzie 13 Armii dotarł na ziemie polskie. W czasie operacji wiślańsko-odrzańskiej rozpoczętej przez Armię Czerwoną 12 stycznia 1945 roku korpusem dowodził  gen. mjr Dmitrij Onuprijenko. 24 KS uczestniczył m.in. w zdobyciu Chocianowa, kończąc 10 lutego 1945 panowanie reżimu III Rzeszy w mieście. 
Następnie 24 KS brał udział w operacji berlińskiej, zakończonej zdobyciem stolicy III Rzeszy.

## Dowództwo korpusu
Dowodcy:
- kombrig Pawieł Kuroczkin[5]
- gen. mjr Nikołaj Kiriuchin (24.02.1943 - 17.08.1944)[6]
- gen. mjr Dmitrij Onuprijenko (18.08.1944 - 11.05.1945)[6]

Szefowie sztabu:
- płk Anton Pawłowicz[5]

## Struktura organizacyjna
Skład w 1939 roku:
jednostki korpuśne oraz
- 139 Dywizja Piechoty
- 145 Dywizja Piechoty

Skład w 1945 roku:
- 121 Gwardyjska Dywizja Piechoty
- 395 Dywizja Piechoty